# دایسوکه‌ایشی واتاری
دایسوکه‌ایشی واتاری (انگلیسی: Daisuke Ishiwatari؛ زادهٔ ۱۴ اوت ۱۹۷۳ ‏(۵۱ سال) بازیگر، موسیقی‌دان اهل ازبکستان است.